# RAD51
RAD51 – gen będący homologiem prokariotycznego genu RecA. Podobne strukturalnie białka zostały zgrupowane w rodzinie białek RAD51, zaangażowanych w mechanizm naprawy DNA przez rekombinację homologiczną. U ludzi gen RAD51 znajduje się na chromosomie 15 i koduje białko długości 339 reszt aminokwasów.